# Garry Dial
Garry Dial (Montclair (New Jersey), 2 juli 1954) is een Amerikaanse jazzpianist en -componist.

## Biografie
Dial kreeg pas pianolessen vanaf 10-jarige leeftijd. Later onderwees Mary Lou Williams, die zijn talent herkende, hem gratis. Hij studeerde aan de Manhattan School of Music en aan het Berklee College of Music, maar kreeg ook extra lessen van Jaki Byard en Charlie Banacos. Tussen 1975 en 1978 werkte hij als hotelmuzikant in Bermuda. Daarna ging hij naar New York, waar hij eind jaren 1970 bekend werd als lid van het kwintet van Red Rodney en Ira Sullivan, waarvan hij meer dan tien jaar lid was. Hij was betrokken bij elf albums die in deze periode werden gemaakt, zoals de Grammy-genomineerde Live at the Village Vanguard (1980) als instrumentalist en componist. Hij begeleidde ook Gerry Mulligan, Joe Morello en Mel Lewis. In 1987 presenteerde Dial zijn debuutalbum Never Is Now met zijn trio. Het werd gevolgd door het album Postcards from Downunder, dat werd uitgebracht samen met multi-instrumentalist James Morrison en was zeer succesvol in Australië, waar de pianist enige tijd doorbracht. Na zijn terugkeer in New York richtte hij in 1989 een kwartet op met Dick Oatts, waartoe Jay Anderson en Joey Baron behoorden. Het presenteerde zich op Dial & Oatts met een strijkorkest en op Brassworks (1990) met een koperensemble, alvorens zich bezig te houden met normen voor Dial & Oatts Verses Cole Porter (1992, met drummer Jeff Hirshfield). Het kwartet werkte ook met een koor aan latere projecten (de setting van Walt Whitmans gedichten, 2011).
Hij nam het hele pianowerk van Duke Ellington op voor het Ellington-archief en bewerkte ook eerder niet-gepubliceerde opnamen van het Duke Ellington Orchestra (The Private Collection). Hij is ook betrokken bij opnamen van Charlie Persip, Jean-Loup Longnon en The Roches en heeft ook gewerkt met muzikanten als Dizzy Gillespie, Sheila Jordan, Sabina Hank, Jerry Bergonzi, James Moody, Chris Potter, Joe Lovano, Roy Haynes, Nat Adderley, Gunther Schuller, Rick Margitza en Anne Drummond. 
Dial doceert sinds 1990 piano, theorie en improvisatie aan de Manhattan School of Music. Sinds 2000 is hij professor en hoofd van de improvisatieafdeling. Stefon Harris, Peter Delano, Sebastian Schunke en Mary J. Blige behoorden tot zijn studenten, net als Bette Midler.